# Une plaisanterie musicale

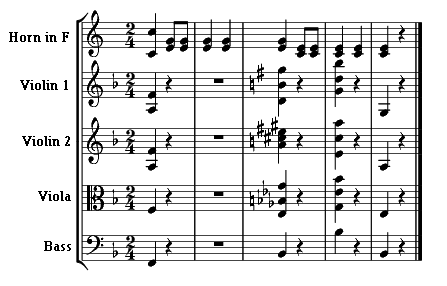
Extrait des quatre dernières mesures dUne plaisanterie musicale de Wolfgang Amadeus Mozart pour deux cors, premier violon, deuxième violon, alto et violoncelle.

Une plaisanterie musicale (en allemand Ein musikalischer Spaß) K. 522 est un divertimento composé par Wolfgang Amadeus Mozart.

## Histoire
Le compositeur a indiqué dans son catalogue d'œuvres avoir terminé la composition de cette œuvre le 14 juin 1787, la pièce a été créée à Vienne. La musique étant volontairement écrite pour être drôle, elle imite une composition maladroite et répétitive avec certains passages conçus pour retrouver le même rendu sonore que des pièces avec des notations inexactes. La pièce a tout de suite été reçue comme satirique. Les critiques pouvaient déclarer que « [ses] gaffes harmoniques et rythmiques servent à parodier le travail de compositeurs incompétents ». 
Toutefois, on ignore si Mozart lui-même a révélé son intention quant à la composition de cette pièce[réf. souhaitée].

## Instrumentation
Cette pièce est pour 2 cors (en fa) et un quatuor à cordes : 2 violons, 1 alto et 1 violoncelle.

## Forme
La pièce est en 4 mouvements  :
1. Allegro (en forme sonate), en fa majeur, à , 88 mesures, 2 sections répétées deux fois (première section : mesures 1 à 32, et seconde section : mesures 33 à 88)
2. Menuet (Maestoso) et Trio, en fa majeur, à 3/4, Trio en si bémol majeur, 39 + 54 mesures
3. Adagio cantabile, en fa majeur, à , 80 mesures
4. Presto (forme rondo), en fa majeur, à 2/4, 458 mesures

La tonalité de la pièce est fa majeur.
Les éléments parodiques et comiques de la composition de l’œuvre incluent :
- L'utilisation de dominantes passagères à la place des accords de sous-dominante.
- Des dissonances entre les deux parties de cors.
- Une montée de gamme par tons dans la cadence de violon.
- Une orchestration maladroite, par exemple une ligne mélodique ténue absorbée dans un accompagnement lourd et monotone (quatrième mouvement).
- Des modulations erronées pour la forme sonate (par exemple, dans le premier mouvement, les modulations progressives échouent toujours à atteindre la dominante, jusqu'à ce que la composition y saute sans préparation).
- Le démarrage du mouvement lent se fait dans la mauvaise tonalité (sol majeur au lieu de do majeur)
- Un minable passage en fugato dans le dernier mouvement qui enfreint toutes les règles de la composition fugale.

Ce morceau est également l'un des premiers à faire usage de polytonalité dans une composition classique (bien que Battalia de Heinrich Biber soit plus ancien). En effet, à la fin du morceau, chaque instrument joue l'accord final dans une tonalité différente, peut-être pour se moquer des instruments à cordes désaccordés (puisque seuls les cors demeurent dans la tonalité du morceau, fa majeur). Les basses concluent le morceau en si bémol majeur, les altos en mi bémol majeur et les deux parties de violons en la majeur et sol majeur.
L'usage des gammes par tons et de la polytonalité s'est développée au début du vingtième siècle (par des compositeurs tels que Claude Debussy ou Igor Stravinsky) et les auditeurs modernes seront moins choqués à l'écoute de ces éléments dans le morceau que n'aurait pu l'être le public lors de la publication de l’œuvre. 
Il faut rappeler que leur usage était totalement inhabituel et incongru à l'époque de Mozart, ce qui donne au morceau son caractère comique et exprime l'humour du compositeur.